# Andrea Ferrucci

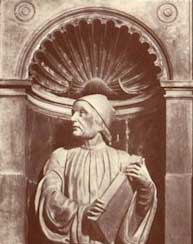
Bust de Marsilio Ficino, d'Andrea Ferrucci, a la Catedral de Florència

Andrea Ferrucci (Fiesole, 1465 - Florència, 1526), també conegut com a Andrea di Piero Ferruzzi i com a Andrea da Fiesole va ser un escultor italià del Renaixement.
Segons Giorgio Vasari en les seues Vides d'artistes Andrea Ferrucci va ser deixeble de Michele Marini a Fiesole. Va treballar per a Ferran I de Nàpols l'any 1487 i es va casar amb la filla d'Antonio di Giorgio Marchesi (1451-1522), arquitecte i enginyer militar del rei. Va ser el mestre de Silvio Cosini i va morir a Florència l'any 1526.